# 中華義荘
中華義荘（ちゅうかぎそう）は、横浜市や神戸市にある華人・華僑系の共同墓地。開設当初は仮埋葬所であり、棺の仮安置場所としての性格が強かった。

## 概要

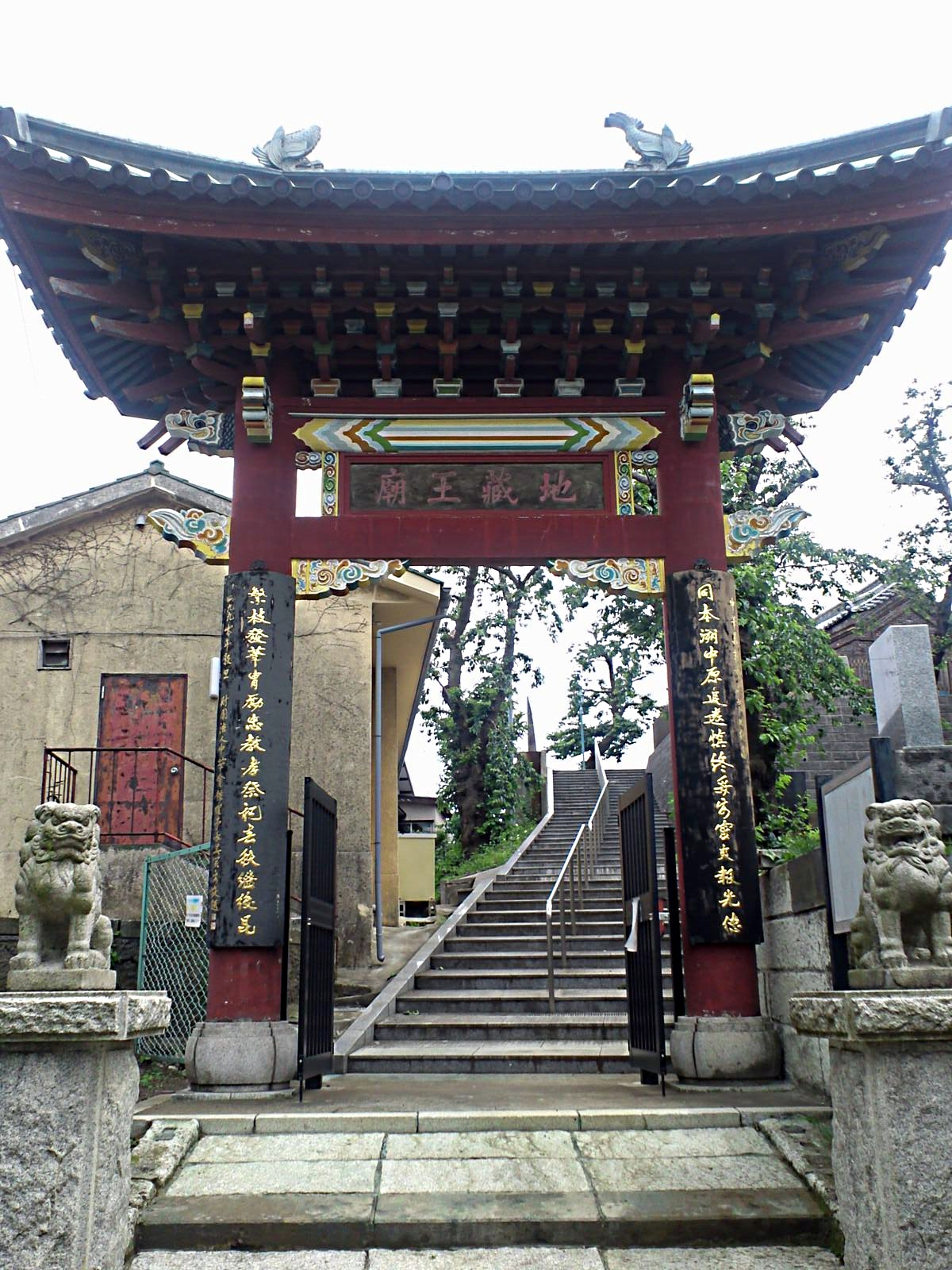
横浜中華義荘

神戸・横浜等の中華街を拠点とする日本に在住する華僑・華人の歴史は、近代の開国とともに始まり、彼らのための公共墓地が中華義荘として設立された。日本華僑は、福建・広東・台湾等の出身者を主とする。神戸からは分化し、京都の華僑のための京都華僑霊園が黄檗宗萬福寺に開かれた。鎖国の時代にあっても中国との交易が続いていた長崎では、崇福寺などの唐寺や稲佐悟真寺等に唐人墓地が併設された。
明治時代には、国際貿易港の神戸港や横浜港の近隣に外国人墓地と『中華義荘』があった。同時代の中華義荘は、日本政府が定めた外国人墓地とは異なり、清国人が年に数回ほどまとめて清国へ遺体を移送するための仮墓地であって、航海中や上陸後に死亡した者を仮埋葬するための区域であった。しかし、一部がそのまま放置され、時代とともに華人・華僑系の共同墓地となった。
華僑・華人の墓地と、一般的な日本の墓地との最も大きな相違点は、華僑墓地には「后土」「土神」として、土地神の石碑が立てられることである。長崎では、日本人墓地にも土神が立てられることが現在も一般的であり、これらは中国の習俗が日本に影響を与えていると考えられる。「后土」「土神」等の土地神の石碑の立てられる位置や、墓地における祭祀の方法は長崎、神戸・京都、横浜では異なっている。

## 神戸

### 神阪中華義荘
神戸の開港は1868年（明治元年）で、この年の6月に長崎より数10名の華僑が神戸を訪れ、秋までには240名の華僑が居留するに至る。最初は雇用主の西洋人についてきた理髪、洋服仕立て、コックの「三刀業」が多く、洋風文化を広める役割を果たした。20年後の1887年（明治20年）までに、神戸栄町に南京町が形成され、彼らの交流の拠点として1893 年（明治2年6）に中華会館が建てられた。中華会館は戦災による消失、再建を経て現在まで続き、終戦後は三江・台湾・福建・広東の5地域出身者の協同体制により運営されている。中華義荘は開港後の1871年（明治4年）に兵庫県が600坪の土地を貸与し、宇治野村(現在の神戸市中央区中山手7丁目)に開設される。1873年（明治6年）さらに1627坪の土地を購入して共同墓地「中華義荘」となる。当初は中国から日本に来て客死し故郷に帰葬するすべのない者を埋葬していた。かつて神戸測候所の西にあり、南京墓と通称されていたが、1924年に現在の神戸市長田区の海の見える高台である林田区長田村（現在の長田区滝谷町1丁目9-1）に移転した。敷地内に『清國孩童総墓』などがある。運営は関帝廟なども管理する一般社団法人中華会館。
上述のように華僑の神戸移住後、間もなく共同墓地が開設されたが、中国からの最初の渡来者である1世は、特に祖国への望郷の思いが強く、その遺体は生前の彼らの意志により、故郷に還されることが多かった。その棺を乗せた船は「帰還船」と呼ばれ、年に2回、日本より故郷に帰った。そのため中華義荘はあくまでも仮埋葬所であり、当初は棺の仮安置場所としての性格が強かった。しかし、経済的な理由等により、その思いを果たせない者も多く、また日本生まれの1世、2世を始めその子孫の代では望郷の念はさほど強くなく、関西華僑の多くは死後、中華義荘に埋葬され、清明節等、家族を中心とした親族の先祖祭祀の場となってゆき、1980年には霊棺の安置小屋も解体撤去された。現在、永代墓地として約1000基を数える。

## 横浜

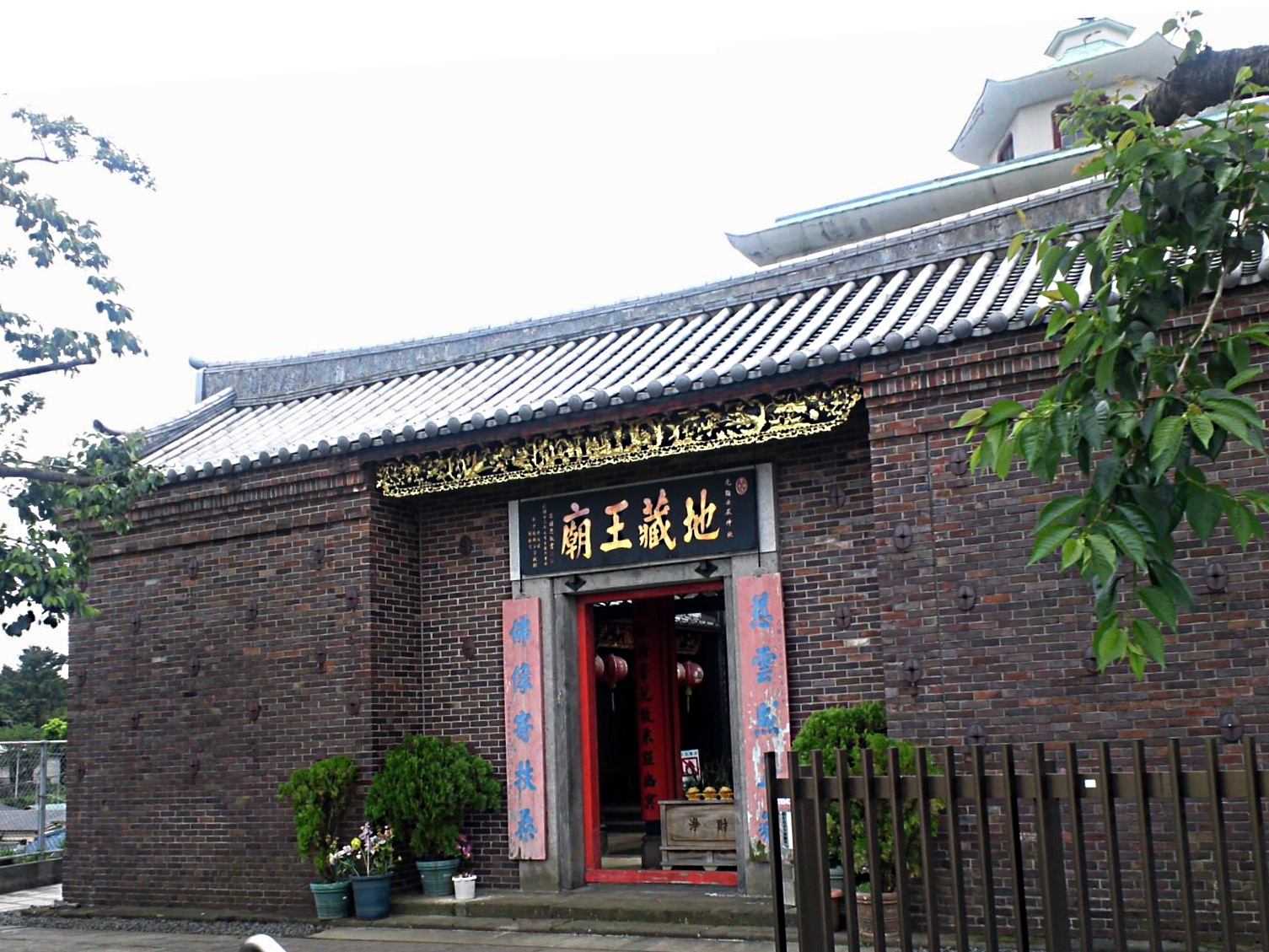
横浜中華義荘の地蔵王廟

1873年（明治6年）山手外国人墓地に埋葬されていた華人、華僑が現在地の横浜市中区へ移された。かつて故郷清国へ棺を送還するまでの仮埋葬の場であったが、神戸同様に時代とともに永眠する華人らが増えていった。地元では中華義荘と呼ばれ、財団法人中華会館が所有管理している。墓地には、『地蔵王廟』、3階建の安骨堂（納骨堂）がある。
横浜中華義荘の地蔵王廟（じぞうおうびょう）は、1892年（明治25年）に、清国の商人などの募金により建てられた廟で、廟裏の小高いところが墓地となっている。
全体は中庭を建物が取り囲む廟建築で、台湾や広東省など中国南方に多く見られる。壁面には、金属製の鋲が打ち込まれているところが特色である。主要材は広東省広州から船で運搬され、建築当初はジェラール瓦が使われていた。
本尊の地蔵王菩薩坐像が木造、黒漆塗、金泥仕上げに彩色された厨子に安置されている。地蔵王廟、地蔵王菩薩坐像及び厨子は、横浜市指定有形文化財に指定されている。